# Ich und meine Frau
Pour plus de détails, voir Fiche technique et Distribution.
Ich und meine Frau (titre français : Moi et ma femme) est un film autrichien réalisé par Eduard von Borsody, sorti en 1953.

## Synopsis
Le marchand de musique indépendant Hermann Naglmüller peut parfois avoir un véritable dégoût pour les gens. Il se défend professionnellement contre toutes les innovations, et à la maison il agit comme un tyran domestique. Non seulement les filles Ursula, Gloria et Viktoria en souffrent, mais aussi sa femme Sophie. Tous les jours à huit heures du matin, le petit déjeuner doit être sur la table. Un jour, le chef de famille surprend la fille aînée, alors qu'elle lit le best-seller de Carl Hausleitner Quand le cœur parle. Une dispute est inévitable. Les jumelles Gloria et Viktoria préfèrent immédiatement fuir à l'école. Hermann claque la porte et se précipite dans sa boutique.
Quand la mère est seule avec sa fille aînée, elle apprend qu'Ursula est tombée amoureuse d'un certain Kurt Amreiner et que les deux voudraient se marier, mais malheureusement, un mariage précoce échoue par manque d'argent. Sophie lui assure de l'aide. Le lendemain, elle fait de la luge avec les jumelles pour regarder de plus près Kurt, qui gère une location de luge. Quand Hermann rentre à la maison le soir, ni sa femme n'est là ni la table dressée. Le propriétaire bouillonne de colère.
Le lendemain matin, Sophie se rend à la banque et retire une grosse somme du compte d'un certain Carl Hausleitner. Une fois toutes les formalités accomplies, elle oublie de prendre le livret avec elle. La caissière ne peut pas joindre le client et appelle donc son mari dans la boutique. De cette façon, Hermann apprend que sa femme reçoit de l'argent d'un homme étrange. Après le travail, il se rend dans un bar pour la première fois et se laisse aller. Quand il rentre assez tard à la maison, il fait irruption dans la fête d'anniversaire de ses jumelles et gueule. Les amis de la famille Elli et Puffi décident alors d'intervenir.
Elli accompagne son amie Sophie à une soirée dansante. Hermann et son ami Puffi se rendent à la villa où se déroule la fête. Cependant, il n'entre pas, mais grimpe dans un arbre pour jeter un œil dans la salle de bal. Il est horrifié de voir sa femme dans les bras d'un homme étrange. Maintenant, seul le divorce est possible !
Quand Hermann apprend que ce sinistre Carl Hausleitner n'est qu'un pseudonyme sous lequel sa femme a écrit le best-seller Quand le cœur parle et a également reçu un prix pour cela, il obtient une conscience coupable. Il entre en lui-même et a l'intention de devenir une autre personne. Au téléphone, il ne dit plus "Moi et ma femme", mais "Ma femme et moi".

## Fiche technique
- Titre : Ich und meine Frau
- Réalisation : Eduard von Borsody assisté de Rudolf Nussgruber
- Scénario : Eduard von Borsody, Karl Farkas, Friedrich Schreyvogl
- Musique : Bruno Uher, Fritz Rotter (de)
- Direction artistique : Felix Smetana
- Costumes : Gerdago
- Photographie : Günther Anders, Hannes Staudinger
- Son : Otto Untersalmberger, Herbert Janeczka
- Montage : Henny Brünsch
- Production : Otto Dürer
- Société de production : Paula Wessely-Film
- Société de distribution : Gloria Filmverleih
- Pays d'origine :  Autriche
- Langue : allemand
- Format : Noir et blanc - 1,37:1 - Mono - 35 mm
- Genre : Comédie
- Durée : 93 minutes
- Dates de sortie :
  - Allemagne de l'Ouest : 4 août 1953.
  - Autriche : 28 août 1953.
  - Suède : 13 mars 1954.
  - France : 19 mars 1954[1].

## Distribution
- Attila Hörbiger : Hermann Naglmüller
- Paula Wessely : Sophie Naglmüller
- Nicole Heesters : Ursula Naglmüller
- Isa Günther : Gloria Naglmüller
- Jutta Günther : Viktoria Naglmüller
- Jane Tilden : Elli Noak
- Fritz Schulz (de) : Ernst Noak
- Susi Nicoletti : Yvonne, la dame du bar
- Gerhard Riedmann (de) : Kurt Amreiner

## Source de la traduction
- (de) Cet article est partiellement ou en totalité issu de l’article de Wikipédia en allemand intitulé « Ich und meine Frau » (voir la liste des auteurs).